# Cicones minor
Cicones minor is een keversoort uit de familie somberkevers (Zopheridae). De wetenschappelijke naam van de soort werd in 1954 gepubliceerd door Pope.